# Thomas Eberth
Thomas Eberth (* 3. Juli 1975 in Würzburg) ist ein deutscher Kommunalpolitiker (CSU). Seit 1. Mai 2020 ist er Landrat des Landkreises Würzburg.

## Werdegang
Nach seiner Grundschulzeit in Kürnach besuchte Eberth ab 1986 das Mozart-Gymnasium Würzburg, an dem er 1995 seine Allgemeine Hochschulreife erlangte. Seinen anschließenden Wehrdienst leistete er bei der Technischen Spezial Kompanie 600 in Ingolstadt ab. 1996 begann er sein Studium der Betriebswirtschaftslehre an der Julius-Maximilians-Universität Würzburg mit den Schwerpunkten Logistik, Wirtschaftsinformatik und Personal & Organisation, welches er 2001 erfolgreich abschloss.
Seinen beruflichen Werdegang begann Eberth 2002 bei der Unternehmensberatung INTENSE AG im Consultingbereich der Energiebranche mit Einsätzen in Berlin, München, Hamburg, Bonn und Essen. Von 2003 bis 2008 war Eberth für die strategische Ausrichtung der Geschäftsprozesse sowie der Steuerung von Projektgruppen im FI-Bereich bei der Schaeffler-Gruppe zuständig. Seit 2020 ist er Mitglied im Verwaltungsrat der Sparkasse Mainfranken, im Fachausschuss Wirtschaft und Verkehr im bayerischen Landkreistag, sowie Vorsitzender der Gesellschafterversammlung Fränkisches Weinland Tourismus GmbH.

## Politische Karriere
Schon während der Schulzeit – im Jahr 1991 – wurde Thomas Eberth Mitglied in der Jungen Union, sein Eintritt in die CSU-Kürnach erfolgte fünf Jahre später im Jahr 1996, in diesem Jahr wurde er für die CSU zum Gemeinderat der Gemeinde Kürnach gewählt sowie 2002 in den Kreistag des Landkreises Würzburg.
In Kürnach gestaltete er die politische Arbeit von 1996 bis 2008 im Gemeinderat mit. 2008 wurde er dann zum ersten Bürgermeister von Kürnach gewählt. Das Amt bekleidete er bis 2020.
Bei der Landratswahl 2020 setzte sich Thomas Eberth mit 64,29 Prozent der Wählerstimmen gegen Karen Heußner (Grüne; 35,71 Prozent) durch. Die Wahlbeteiligung lag bei 65,63 Prozent.
Thomas Eberth trat damit zum 1. Mai 2020 die Nachfolge von Eberhard Nuß an.

## Privates
Eberth ist verheiratet, hat zwei Kinder und lebt mit seiner Familie in Kürnach im Landkreis Würzburg.